# Рибосомний білок S13
Рибосомний білок S13 (англ. Ribosomal protein S13) – білок, який кодується геном RPS13, розташованим у людей на короткому плечі 11-ї хромосоми. Довжина поліпептидного ланцюга білка становить 151 амінокислот, а молекулярна маса — 17 222.
| 10         |  | 20         |  | 30         |  | 40         |  | 50         |
| ---------- |  | ---------- |  | ---------- |  | ---------- |  | ---------- |
| MGRMHAPGKG |  | LSQSALPYRR |  | SVPTWLKLTS |  | DDVKEQIYKL |  | AKKGLTPSQI |
| GVILRDSHGV |  | AQVRFVTGNK |  | ILRILKSKGL |  | APDLPEDLYH |  | LIKKAVAVRK |
| HLERNRKDKD |  | AKFRLILIES |  | RIHRLARYYK |  | TKRVLPPNWK |  | YESSTASALV |
| A          |  |            |  |            |  |            |  |            |

A: Аланін

D: Аспарагінова кислота

E: Глутамінова кислота

F: Фенілаланін

G: Гліцин

H: Гістидин

I: Ізолейцин

K: Лізин

L: Лейцин

M: Метіонін

N: Аспарагін

P: Пролін

Q: Глутамін

R: Аргінін

S: Серин

T: Треонін

V: Валін

W: Триптофан

Цей білок за функціями належить до рибонуклеопротеїнів, рибосомних білків.